# Matt Maher
Matthew Guion Maher (Terranova y Labrador, Canadá, 10 de noviembre de 1974), más conocido como Matt Maher, es un cantante canadiense de música católica cristiana contemporánea. Además es productor, compositor y a lo largo de su carrera ha compuesto y producido seis álbumes como solista, de los cuales tres han llegado al Top 25 de Christian Albums de Billboard. Maher es católico practicante.

## Biografía
Matthew Maher nació y se crio en Terranova y Labrador en Canadá. Sus padres descubrieron su gusto por la música y lo inscribieron en un curso de piano. Con el tiempo, Matt tocó en conciertos y en conjuntos de jazz, formó parte de un coro y de una banda de rock.
En 1995, los padres de Matt se divorciaron. Su madre regresó a Estados Unidos para estar junto a su familia. Después de pensarlo seriamente, Matt se mudó con ella a Arizona. Fue invitado a una iglesia local, donde conoció al pastor y al director de música, quienes lo ayudaron a aceptar a Cristo. Durante ese tiempo, Matt recibió una beca por parte del Departamento de Jazz de la Universidad Estatal de Arizona, donde estudió y se graduó en Piano de jazz. 
Luego de algunos años, Matt comenzó a asistir a otra comunidad: la St. Timothy Catholic Community (Comunidad Católica San Timothy) en Mesa, Arizona. Siendo instruido por el compositor y artista Tom Booth, Matt conoció y trabajo con varias artistas cristianos como Israel Houghton, Kathy Troccoli y Rich Mullins.[cita requerida] Matt interpretó en el musical "Canticle of the Plains" de Rich Mullins a Ivory, un pianista que se ganaba la vida tocando en el salón de un hotel; trabajo que Maher conocía bien, puesto que se pagó los tres primeros años de estudiante tocando en un hotel. Este evento, al igual que muchos otros, ayudaron a Matt en centrarse en la música para Cristo. Desde ese entonces, empezó a componer canciones para su iglesia.
En 2007, firmó con Essential Records, sello con el cual lanzó Empty and Beautiful (previamente, había grabado los 
álbumes The End and the Beginning, Welcome to Life y Overflow; pertenecientes al sello independiente Spirit and Song) el 8 de abril de 2008. El 22 de septiembre lanzó su segundo álbum con Essential titulado Alive Again. Ese mismo año, Maher salió de gira junto a Michael W. Smith en el "New Hallelujah Tour". Alive Again llegó al sexto lugar en el listado de Christian Albums de Billboard.
Cuando el Papa Benedicto XVI visitó los Estados Unidos en abril de 2008, Maher dirigió la alabanza musical ante multitudes de miles de personas en el Rally de la Juventud, en Yonkers, Nueva York, a lado de músicos como Kelly Pease, tobyMac y Third Day, entre otros. Además ha tocado al menos en tres eventos pontificios, y participado en la Jornada Mundial de la Juventud en Roma y en Brasil, entre otros festivales católicos:
Ha colaborado con las organizaciones Worshiptogether.com, Spiritandsong.com, Youth Specialties, Adore Ministries y Life Teen. Varias canciones compuestas por él fueron interpretadas por otros artistas. Tal es el caso de «Your Grace is Enough» (tema compuesto para la iglesia y grabada por su amigo Chris Tomlin), «Unwavering» (interpretado por Bethany Dillon) o «For Your Glory» (grabado por Phillips, Craig and Dean). 
En la actualidad, Matt reside en Tempe, Arizona junto a su esposa Kristin Fisher, con quien contrajo matrimonio el 10 de septiembre de 2010. Su primogénito, Michael Conor, nació el 1 de agosto de 2011.

### Banda
Desde 2005, Matt ha participado en varios eventos y conciertos dentro y fuera de Estados Unidos. En sus viajes lo acompañan Kenny Butler, a quien ya conocía pues el primo de Matt vivió con la familia de Kenny durante un tiempo; el baterista Dan Hinze, a quien conoció en 2000 y tras varios intentos fallidos de interpretar y tocar juntos, en 2004 llegó justo cuando Matt necesitaba un baterista; y el bajista Kemi Indolo, quien se unió al grupo luego de conocerlos en un retiro de jóvenes.

## Discografía
Álbumes de estudio
| 2001 | The End and the Beginning | —  | — | — | —   | —   | —   |
| 2003 | Welcome to Life           | —  | — | — | —   | —   | —   |
| 2006 | Overflow                  | —  | — | — | —   | —   | —   |
| 2008 | Empty & Beautiful         | 12 | — | 6 | —   | —   | 168 |
| 2009 | Alive Again               | 6  | 6 | — | 159 | 128 | 128 |
| 2011 | The Love In Between       | 7  | 8 | — | —   | 91  | 97  |
| 2013 | All The People Said Amen  | 5  | * | * | *   | *   | 115 |
| "—" denota que el lanzamiento no logró entrar en listas. "*" denota que se desconoce su posición en la lista. |                           |    |   |   |     |     |     |

Sencillos
| 2008 | «Your Grace Is Enough»        | 4  | —  | 2  | —  | —  | Empty & Beautiful        |
| 2009 | «Empty & Beautiful»           | 47 | —  | —  | —  | —  | Empty & Beautiful        |
| 2009 | «As It Is In Heaven»          | —  | —  | 25 | —  | —  | Empty & Beautiful        |
| 2009 | «Alive Again»                 | 12 | 6  | 10 | 35 | —  | Alive Again              |
| 2010 | «Hold Us Together»            | 6  | 9  | 8  | 6  | —  | Alive Again              |
| 2011 | «Christ Is Risen»             | 18 | 17 | 21 | —  | —  | Alive Again              |
| 2011 | «Turn Around»                 | 5  | 3  | 6  | 31 | 19 | The Love in Between      |
| 2012 | «Hark the Herald Angels Sing» | 23 | 28 | 7  | —  | —  | WOW Christmas            |
| 2012 | «Rise Up»                     | 23 | 12 | 18 | —  | 27 | The Love in Between      |
| 2013 | «Lord I Need You»             | 4  | *  | *  | 3  | *  | All The People Said Amen |
| 2013 | «All The People Said Amen»    | 35 | *  | *  | —  | *  | All The People Said Amen |
| "—" denota que el lanzamiento no logró entrar en listas. "*" denota que se desconoce su posición en la lista. |                               |    |    |    |    |    |                          |

## Premios y nominaciones
| Año  | Premio                           | Categoría                                                     | Trabajo nominado                         | Resultado  |
| ---- | -------------------------------- | ------------------------------------------------------------- | ---------------------------------------- | ---------- |
| 2013 | Premios Grammy                   | Mejor canción de música cristiana contemporánea               | «White Flag»                             | Nominado*  |
| 2014 | Premios Grammy                   | Mejor interpretación de música cristiana gospel/contemporánea | «Lord, I Need You»                       | Nominado   |
| 2014 | Premios Grammy                   | Mejor álbum de música cristiana contemporánea                 | All the People Said Amen                 | Nominado   |
| 2016 | Premios Grammy                   | Mejor interpretación de música gospel/cristiana contemporánea | «Because He Lives (Amen)»                | Nominado   |
| 2016 | Premios Grammy                   | Mejor álbum de música cristiana contemporánea                 | Saints and Sinners                       | Nominado   |
| 2010 | GMA Dove Awards                  | Canción del año                                               | «I Will Rise»                            | Nominado*  |
| 2010 | GMA Dove Awards                  | Canción inspiracional del año                                 | «Since The World Began»                  | Nominado** |
| 2010 | GMA Dove Awards                  | Canción de adoración del año                                  | «Alive Again»                            | Nominado   |
| 2010 | GMA Dove Awards                  | Álbum de alabanza y adoración del año                         | Alive Again                              | Nominado   |
| 2011 | GMA Dove Awards                  | Canción inspiracional del año                                 | «Christ Is Risen»                        | Nominado   |
| 2011 | GMA Dove Awards                  | Canción de adoración del año                                  | «Christ Is Risen»                        | Nominado   |
| 2013 | GMA Dove Awards                  | Álbum de evento especial del año                              | Jesus, Firm Foundation: Hymns of Worship | Nominado** |
| 2014 | GMA Dove Awards                  | Canción del año                                               | «Lord I Need You»                        | Nominado   |
| 2014 | GMA Dove Awards                  | Interpretación cristiana contemporánea del año                | «Lord I Need You»                        | Nominado   |
| 2014 | GMA Dove Awards                  | Canción pop/contemporánea del año                             | «All The People Said Amen»               | Nominado   |
| 2014 | GMA Dove Awards                  | Canción de adoración del año                                  | «Lord I Need You»                        | Nominado   |
| 2015 | GMA Dove Awards                  | Compositor del año                                            | Matt Maher                               | Ganador    |
| 2015 | GMA Dove Awards                  | Canción de adoración del año                                  | «Because He Lives (Amen)»                | Ganador    |
| 2015 | GMA Dove Awards                  | Álbum pop/contemporáneo del año                               | Saints And Sinners                       | Nominado   |
| 2016 | GMA Dove Awards                  | Álbum de evento especial del año                              | Passion: Salvation's Tide Is Rising      | Nominado** |
| 2008 | Covenant Awards                  | Canción del año                                               | «Your Grace Is Enough»                   | Nominado   |
| 2008 | Covenant Awards                  | Artista nuevo del año                                         | Matt Maher                               | Nominado   |
| 2008 | Covenant Awards                  | Canción inspiracional del año                                 | «Empty & Beatiful»                       | Nominado   |
| 2008 | Covenant Awards                  | Canción de alabanza y adoración del año                       | «Your Grace Is Enough»                   | Nominado   |
| 2008 | Covenant Awards                  | Álbum de alabanza y adoración del año                         | Empty & Beautiful                        | Ganador    |
| 2009 | Covenant Awards                  | Canción del año                                               | «As It Is In Heaven»                     | Nominado   |
| 2009 | Covenant Awards                  | Vocalista masculino del año                                   | Matt Maher                               | Nominado   |
| 2010 | Covenant Awards                  | Artista del año                                               | Matt Maher                               | Nominado   |
| 2010 | Covenant Awards                  | Canción del año                                               | «Hold Us Together»                       | Ganador    |
| 2010 | Covenant Awards                  | Canción grabada del año                                       | «Hold Us Together»                       | Nominado   |
| 2010 | Covenant Awards                  | Álbum del año                                                 | Alive Again                              | Ganador    |
| 2010 | Covenant Awards                  | Vocalista masculino del año                                   | Matt Maher                               | Nominado   |
| 2010 | Covenant Awards                  | Canción de alabanza y adoración del año                       | «Alive Again»                            | Ganador    |
| 2010 | Covenant Awards                  | Álbum de alabanza y adoración del año                         | Alive Again                              | Ganador    |
| 2010 | Covenant Awards                  | Canción pop/contemporánea del año                             | «Hold Us Together»                       | Nominado   |
| 2011 | Covenant Awards                  | Artista del año                                               | Matt Maher                               | Nominado   |
| 2011 | Covenant Awards                  | Vocalista masculino del año                                   | Matt Maher                               | Ganador    |
| 2011 | Covenant Awards                  | Canción del año                                               | «Christ Is Risen»                        | Nominado   |
| 2011 | Covenant Awards                  | Canción de alabanza y adoración del año                       | «Christ Is Risen»                        | Nominado   |
| 2012 | Covenant Awards                  | Álbum del año                                                 | The Love In Between                      | Nominado   |
| 2012 | Covenant Awards                  | Vocalista masculino del año                                   | Matt Maher                               | Nominado   |
| 2012 | Covenant Awards                  | Canción grabada del año                                       | «Turn Around»                            | Nominado   |
| 2012 | Covenant Awards                  | Álbum pop/contemporáneo del año                               | The Love In Between                      | Ganador    |
| 2012 | Covenant Awards                  | Video del año                                                 | Rise Up                                  | Nominado   |
| 2013 | Covenant Awards                  | Vocalista masculino del año                                   | Matt Maher                               | Nominado   |
| 2013 | Covenant Awards                  | Álbum del año                                                 | All The People Said Amen                 | Nominado   |
| 2013 | Covenant Awards                  | Canción grabada del año                                       | «Holy, Holy, Holy (God With Us)»         | Nominado   |
| 2013 | Covenant Awards                  | Álbum de alabanza del año                                     | All The People Said Amen                 | Ganador    |
| 2014 | Covenant Awards                  | Vocalista masculino del año                                   | Matt Maher                               | Nominado   |
| 2014 | Covenant Awards                  | Artista del año                                               | Matt Maher                               | Nominado   |
| 2014 | Covenant Awards                  | Canción de alabanza y adoración del año                       | «It Is Good» (Junto a Paul Wilbur)       | Nominado   |
| 2014 | K-LOVE Fan Awards                | Canción del año                                               | «Lord I Need You»                        | Nominado   |
| 2015 | K-LOVE Fan Awards                | Canción de adoración del año                                  | «Because He Lives»                       | Nominado   |
| 2012 | About.com Readers' Choice Awards | Mejor vocalista cristiano masculino                           | Matt Maher                               | Ganador    |
| 2009 | BMI Christian Music Awards       | Una de las canciones más sonadas de la radio                  | «Your Grace Is Enough»                   | Ganador*   |
| 2010 | BMI Christian Music Awards       | Una de las canciones más sonadas de la radio                  | «I Will Rise»                            | Ganador*   |
| 2012 | BMI Christian Music Awards       | Compositor del año                                            | Matt Maher                               | Ganador**  |
| 2012 | BMI Christian Music Awards       | Una de las canciones más sonadas de la radio                  | «Hold Us Together»                       | Ganador    |
| 2012 | BMI Christian Music Awards       | Una de las canciones más sonadas de la radio                  | «I Lift My Hands»                        | Ganador*   |
| 2013 | BMI Christian Music Awards       | Una de las canciones más sonadas de la radio                  | «Turn Around»                            | Ganador    |
| 2014 | BMI Christian Music Awards       | Compositor del año                                            | Matt Maher                               | Ganador    |
| 2014 | BMI Christian Music Awards       | Una de las canciones más sonadas de la radio                  | «Lord I Need You»                        | Ganador    |
| 2014 | BMI Christian Music Awards       | Una de las canciones más sonadas de la radio                  | «White Flag»                             | Ganador*   |
| 2015 | BMI Christian Music Awards       | Una de las canciones más sonadas de la radio                  | «All The People Said Amen»               | Ganador    |
| 2014 | ASCAP Christian Music Awards     | Una de las canciones más reproducidas                         | «Lord I Need You»                        | Ganador    |
| 2013 | Premios AMCL                     | Canción góspel contemporánea del año                          | «All The People Said Amen»               | Nominado   |
| 2013 | Premios AMCL                     | Álbum góspel contemporáneo del año                            | All The People Said Amen                 | Nominado   |

* Como compositor, junto a otros artistas.

** Junto a otros artistas.